# Навагинское
Навагинское — село в Туапсинском районе Краснодарского края. 
Входит в состав Шаумянского сельского поселения.

## География
Село Навагинское расположено на расстоянии 18 км от села Шаумян и в 58 км от города Туапсе. 

## История
Первоначальное название — селение Навагинское, населённый пункт получил Высочайшим повелением от 4 декабря 1869 года в связи с ликвидацией станицы Навагинской (Собр. пост. № 47745 от 4.10.1869 г.). В селении Навагинское был расквартирован 2-й взвод 4-й роты 4-го Кавказского линейного батальона.
Село Навагинское зарегистрировано в списках населенных пунктов решением Краснодарского крайисполкома от 26 апреля 1962 года.
По сведениям на 1 января 1987 года в селе Навагинское проживало 400 человек. 

## Население
| 1999 | 2002 | 2010 |
| ---- | ---- | ---- |
| 333  | ↘295 | ↗317 |

## Улицы
- ул. Заречная,
- ул. Лесная,
- ул. Набережная,
- ул. Партизанская,
- ул. Первомайская,
- ул. Привокзальная,
- ул. Центральная,
- ул. Юрьева.